# Estasis venosa

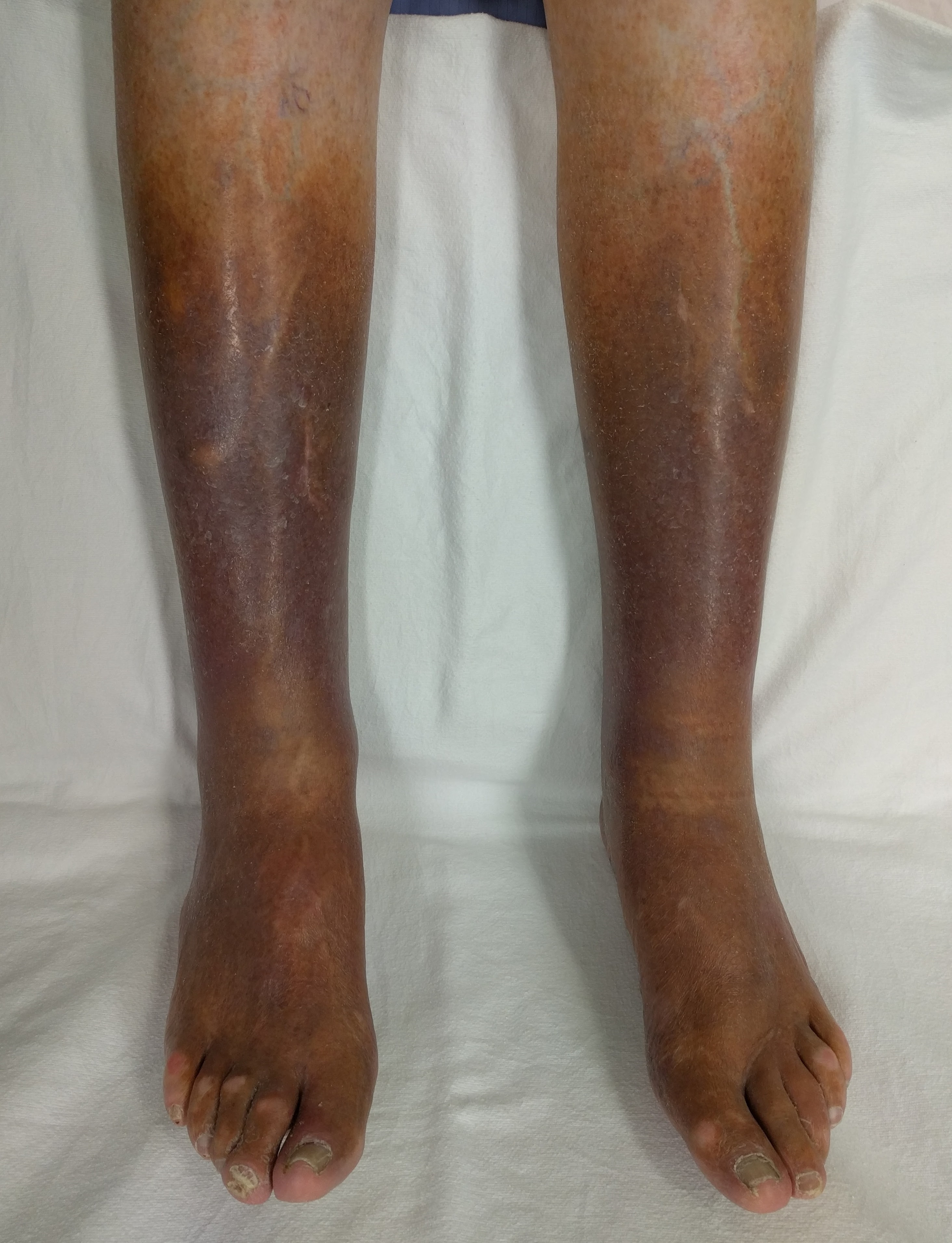
Efectos en la piel de la estasis venosa

La estasis venosa, o venoestasis, es una afección que consiste en la circulación lenta de la sangre en las venas, por lo general de las piernas. La estasis venosa es un factor de riesgo para la formación de trombos en las venas (trombosis venosa), como en el caso de las venas profundas de las piernas, llamada trombosis venosa profunda (TVP).
Las causas de la estasis venosa incluyen largos periodos de inmovilidad que pueden ser debidos a conducir, volar, reposo en cama, o llevar una escayola ortopédica.
En el caso de un daño fisiopatológico la estasis se produce en un tipo de modificación vascular, dónde  primeramente ocurre la vasoconstricción, vasodilatación y finalmente estasis.